# 武昌机务段
武昌机务段（简称：郑局武段），是原郑州铁路局武汉铁路分局（现中国铁路武汉局集团有限公司）下辖的一座业已裁撤的机务段。曾位于武汉市武昌区徐家棚街道车站新村557号，东侧毗邻四美塘，西靠武昌北站。始建于1917年，2004年武昌机务段成建制并入武昌南机务段，如今机务段旧址亦业已随武昌北环线与武昌北站的废止而拆除。

## 历史
1917年，本段正式建段，时称湘鄂段一车房。次年9月，粤汉铁路湘鄂段正式通车，段内机车开始担当徐家棚站（今武昌北站）至蒲圻、岳阳间的列车牵引任务。1926年，属湘鄂铁路管理局，改称武昌北车房。1936年，粤汉铁路全通，改属粤汉铁路管理局。次1937年，因武汉铁路轮渡开通，机务段机车亦负责轮渡调车工作。
1946年，改名武昌东机务段，属粤汉区铁路管理局武昌办事处。1949年，解放军进入武汉，遂改属武汉市军事管制委员会交通部铁道处。1950年，改名武昌机务段，又属衡阳铁路管理局。
1957年，武汉长江大桥建成，本段原武昌至岳阳间客车牵引任务交由江岸机务段担任，货物列车牵引区间延长至江岸站。次年，因徐青工业支线建成，武昌北支线延长为武大铁路（后武九铁路），本段开始担当武大铁路上客货列车的牵引任务。1961年再次修改交路，改为牵引武昌至岳阳、武昌至信阳间的旅客列车，还在1971至1976年间负责了至随县的旅客列车牵引。1963年，改由武汉铁路分局辖。
1981年，武昌至岳阳间任务交由长沙机务段、武昌至信阳间任务交由武昌南机务段。自此，武昌机务段的机车仅担当武九（武大）铁路的客货列车，长江南岸各车站的调车牵引及小运转任务。
2004年，武昌机务段成建制并入武昌南机务段。但此后武昌机务段的设施仍在原处。2018年，武昌北环线偕同武昌北站废止，原武昌机务段各设施随即拆除。